# Бабинкино (Волгоградская область)
Бабинкино — село в Еланском районе Волгоградской области России, в составе Дубовского сельского поселения.
Население — 214 (2010).

## История
В Списке населённых мест Саратовской губернии по данным 1859 года значится как казённое село. Согласно Схематической карте Аткарского уезда 1912 года слобода Бабинкина обозначена в границах Волковской волости. Согласно Списку населённых мест Аткарского уезда 1914 года (по сведениям за 1911 год) слободу населяли бывшие государственные крестьяне, преимущественно великороссы, всего 1086 мужчин и 1159 женщин. В селе имелись церковь и церковная школа.
В 1921 году Волковская волость перечислена из Аткарского уезда в новый Еланский уезд. В 1923 году в связи с упразднением Еланского уезда волость включена в состав Еланской волости Балашовского уезда.
В 1928 году село включено в состав Еланского района Камышинского округа (упразднён в 1930 году) Нижне-Волжского края (с 1934 года — Сталинградского края, с 1936 года — Сталинградской области). Не позднее 1957 года Бабинский сельсовет был упразднён, село Бабинкино значится в составе Дубовского сельсовета. В 1992 году Бабинкино включено в состав вновь образованного Торяновского сельсовета с административным центром в селе Торяное. С 2004 года значится в составе Дубовского сельского поселения.

## География
Село находится в пределах Хопёрско-Бузулукской равнины, являющейся южным окончанием Окско-Донской низменности, на реке Елани (правый приток реки Терсы), на высоте около 120 метров над уровнем моря.
Почвы: чернозёмы обыкновенные.
По автомобильным дорогам расстояние до областного центра города Волгоград составляет около 360 км, до районного центра рабочего посёлка Елань — 18 км.
Часовой пояс
Бабинкино, как и вся Волгоградская область, находится в часовой зоне МСК (московское время). Смещение применяемого времени относительно UTC составляет +3:00.

## Население
Динамика численности населения по годам:
| 1859 | 1897 | 1911 | 1987 | 2002 |
| ---- | ---- | ---- | ---- | ---- |
| 1140 | 1176 | 2245 | ≈380 | 285  |

| 2010 |
| ---- |
| 214  |